# Aprilovo (distrikt i Tărgovisjte)
Aprilovo (bulgariska: Априлово) är ett distrikt i Bulgarien.   Det ligger i kommunen Obsjtina Popovo och regionen Tărgovisjte, i den centrala delen av landet, 250 kilometer öster om huvudstaden Sofia.